# Stephanomys prietaensis
Stephanomys prietaensis is een fossiel knaagdier uit het geslacht Stephanomys dat gevonden is in de Sierra de Prieta in Zuid-Spanje, waar het dier ook naar genoemd is. Deze soort lijkt op S. minor (een kleinere soort) en S. balcellsi (een grotere soort), waar S. prietaensis in grootte tussenin valt. Het is mogelijk de voorouder van S. bartellsi, ontstaan uit een afsplitsing van S. minor (die naast S. prietaensis voorkomt in de Sierra de Prieta).